# Angelo Rossi (pittore)
Angelo Rossi (Roma, 1881 – Roma, 26 febbraio 1967) è stato un pittore italiano.

## Biografia
Angelo Rossi è stato uno degli aderenti al gruppo artistico dei XXV della campagna romana. Si faceva chiamare "Giraffa", per la figura slanciata e quasi allampanata, per il naso importante, prominente. Trasferì sulla tela paesaggi della campagna romana e ruderi romani, visti come luoghi diafani e irreali. Le tinte sono delicatissime, quasi liquide, evanescenti. Paesaggi straniati, completamente disabitati. Caratteristica della sua arte è la freschezza assoluta del colore, l'immediatezza del linguaggio. Dipingeva prevalentemente su tavoletta di legno. Nel suo "Autoritratto", in cui si è ripreso di tre quarti e con il camice da lavoro intriso di pennellate, si vedono sullo sfondo due suoi paesaggi. La sua opera acquista oggi anche un valore documentario.

### Dipinti
- "Napoli, veduta del Maschio Angioino con Castel Sant'Elmo", 1933
- "Sentiero", 1936
- "Ponte Milvio", 1937
- "Autoritratto", 1940
- "Paesaggio di Volo", 1942
- "Ponte sul Tevere"
- "Il Tevere all'Acqua Acetosa"
- "Dal Torraccio fra Nomentana e Tiburtina"
- "Ruderi sul Palatino presso lo Stadio di Domiziano"